# Miha Kovač

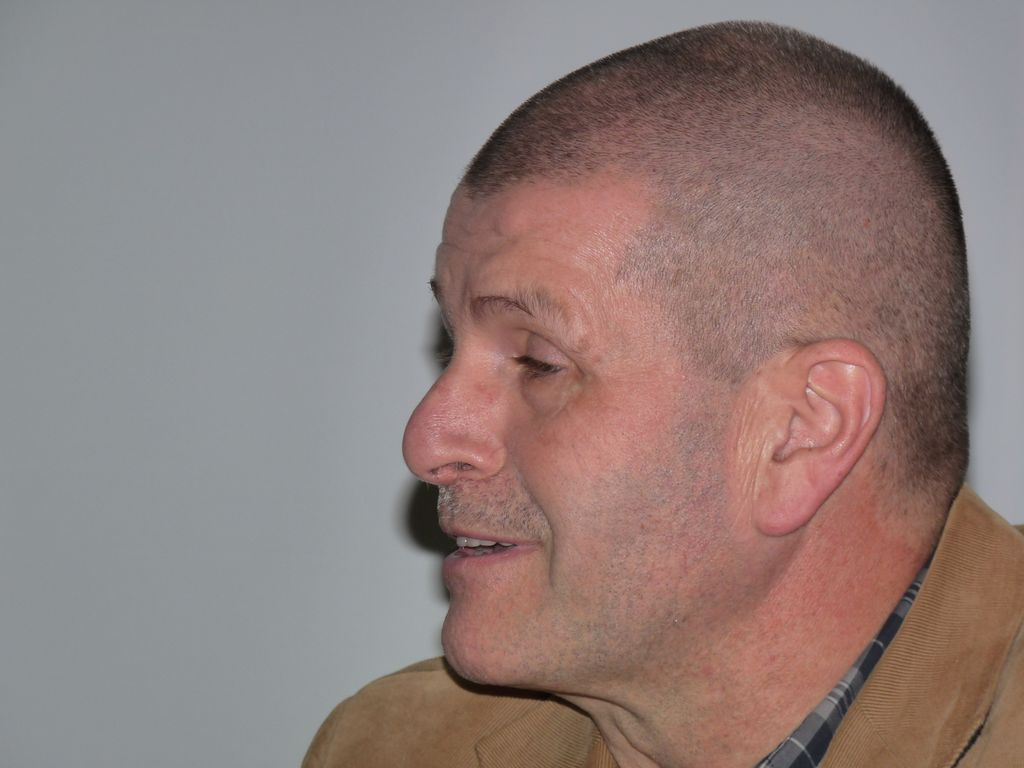
Miha Kovač

Miha Kovač (eigentlich: Mihael Kovač) (* 1960) ist ein slowenischer Buchwissenschaftler, Hochschulprofessor und Verleger. Er ist Kurator des slowenischen Gastauftritts bei der Frankfurter Buchmesse 2023.

## Leben und Werk
Kovač ist Professor für Buchwissenschaft an der Abteilung für Bibliothekswesen, Informationswissenschaften und Buchwesen der Universität Ljubljana. Bevor er eine akademische Karriere einschlug, arbeitete er als verantwortlicher Redakteur der Wochenzeitschriften Mladina und National Geographic sowie als Redakteur beim Slowenischen Staatsverlag DZS und als Chefredakteur beim Verlag Mladinska knjiga. Im Mai 2022 wurde er als Kurator des slowenischen Gastauftritts bei der Frankfurter Buchmesse bestellt und ist gemeinsam mit Amalija Maček und Matthias Göritz für das Programm verantwortlich.
Kovac führte seine Fakultät u. a. in ein Kooperationsprojekt „European Master in Publishing“, in Zusammenarbeit mit den Hochschulen Oxford-Brookes, HTWK Leipzig und Paris X-Nanterre.
Er ist Autor von buchwissenschaftlichen Publikationen in slowenischer und englischer Sprache. Berem, da se poberem („Ich lese, um mich auf die eigenen Beine zu stellen“) wurde in sieben Sprachen übersetzt. Er ist Mitinitiator des ''Ljubljana-Manifests'' zur Bedeutung fortgeschrittener Lesekompetenz.
Für sein Lebenswerk erhielt er 2023 auf der Buchmesse in Ljubljana den Schwentner-Award.
Kovač ist verheiratet und Vater der Aktivistin und Autorin Nika Kovač.

## Publikationen (Auswahl)
- Skrivno življenje knjig. Protislovja knjižnega založništva v Sloveniji v 20. stoletju. Ljubljana: Filozofska fakulteta, Oddelek za bibliotekarstvo, 1999.
- Never Mind the Web, London: Elsevier 2007, ISBN 978-1-843-34406-3.
- Od katedrale do palačinke. Tisk, branje in znanje v digitalni družbi. Ljubljana: Študentska založba, 2009.
- Berem, da se poberem. 10 razlogov za branje knjig v digitalnih časih. Ljubljana: Mladinska knjiga, 2020.
- mit Angus Phillips: Is this a book? Cambridge University Press, 2022, ISBN 978-1-108-94034-4.